# آشوری‌های امپراتوری عثمانی

لهجه‌های مختلف زبان سریانی

مناطق آرامی‌زبان در ازمنه تاریخ

پراکندگی جمعیت آشوریان قبل از ۱۹۱۴.
بیشتر از ۵۰٪
۳۰٪ - ۴۰٪
۲۰٪ - ۳۰٪
۱۰٪ - ۲۰٪
۵٪ - ۱۰٪

آشوری‌های امپراتوری عثمانی در نظرسنجی سال ۱۹۱۴ حدود ۳٪ از جمعیت ۲۰ میلیونی امپراتوری عثمانی را تشکیل می‌دادند.

## تاریخ
متعاقب حمله تیمور بسیاری از مسیحیان قتل عام شدند و باقی‌مانده آنان مجبور شدند برای بقا به کوهستان های ترکیه فعلی بروند و در آنجا زندگی کنند.

### کشتارهای بدرخان
۱/۵ آشوریان عثمانی در این کشتارهای از بین رفتند.